# Anommatus diecki
Anommatus diecki is een keversoort uit de familie knotshoutkevers (Bothrideridae). De wetenschappelijke naam van de soort werd in 1875 gepubliceerd door Edmund Reitter.